# Крива Паланка
Крива́ Пала́нка (мак. Крива Паланка) — місто у Північній Македонії, адміністративний центр общини Крива Паланка Північно-Східного регіону.
Біля міста розташований православний Осоговський монастир Святого Іоакима Осоговського.

## Історія
Назву Крива Паланка отримала через річку Крива, на якій розташована. Місто було засноване турками за наказом Байрам-Паші в 1633 році як Єгрі-Дере (Крива річка), пізніше було перейменоване в Єгрі-Паланка.

## Географія
Місто розташоване на північному сході країни, за 5 км від кордону із Болгарією, по обох берегах річки Крива. На півдні знаходяться північні схили гірського хребта Осоговська Планина.

## Населення
Населення — 14558 осіб (перепис 2002) в 4305 господарствах. Національний склад: македонці — 13758 осіб, цигани — 560, серби — 88, турки — 2, арумуни — 2, босняки — 1, інші — 39. Станом на 1900 рік в місті проживало 1,5 тисяч болгар, 2,5 тисяч турків, 20 волохів та 320 циган.

### Національний склад
| Національність | Чисельність | Відсоток |
| -------------- | ----------- | -------- |
| македонці      | 13766       | 94,56%   |
| цигани         | 660         | 4,54%    |
| серби          | 88          | 0,6%     |
| інші           | 44          | 0,3%     |

### Мова
| Мова        | Чисельність | Відсоток |
| ----------- | ----------- | -------- |
| македонська | 13776       | 94,63%   |
| циганська   | 662         | 4,55%    |
| сербська    | 76          | 0,52%    |
| інші        | 44          | 0,3%     |

## Уродженці
- Никола Якимовський (* 1990) — македонський футболіст.

## Галерея

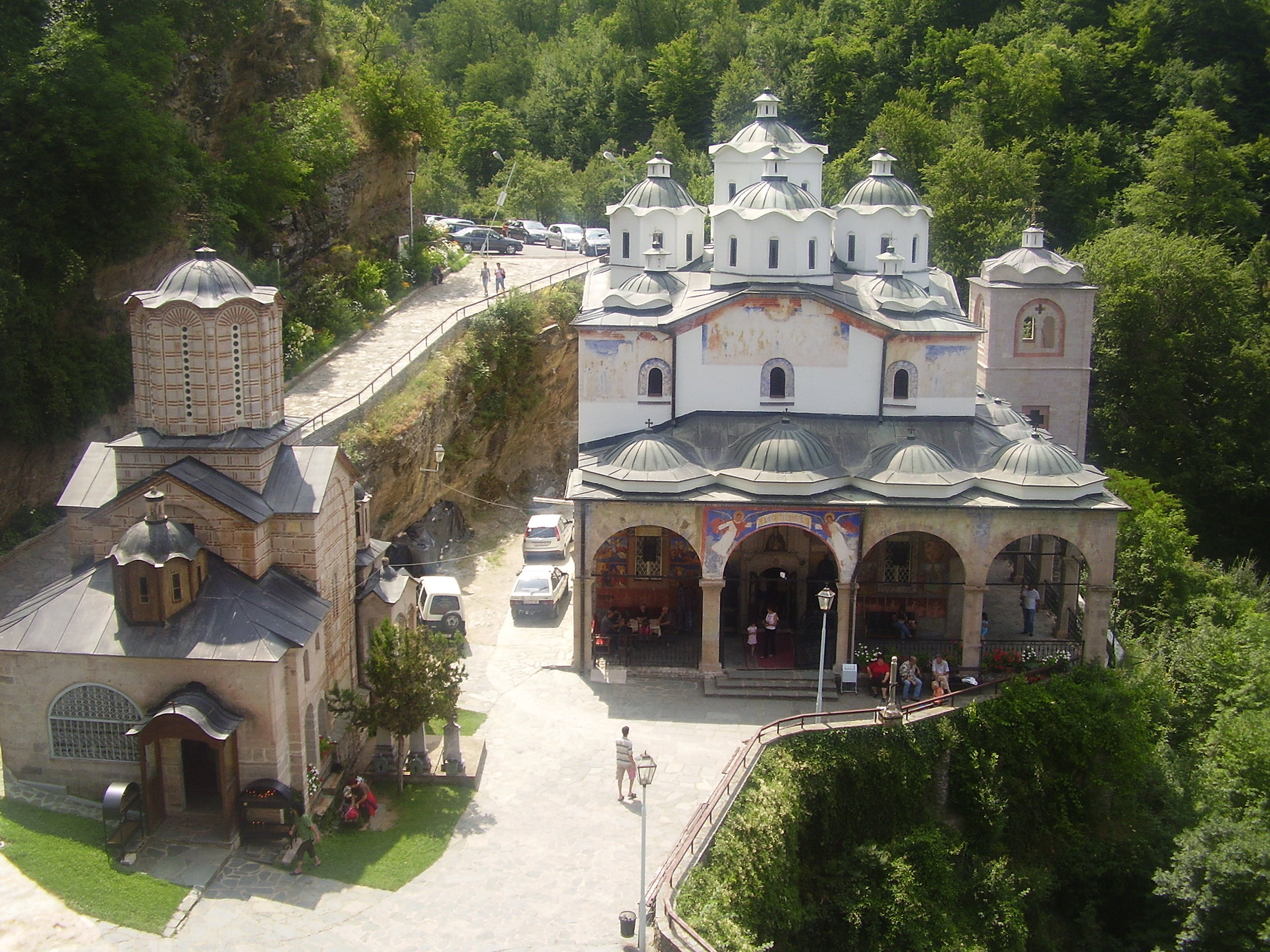
Осоговський монастир
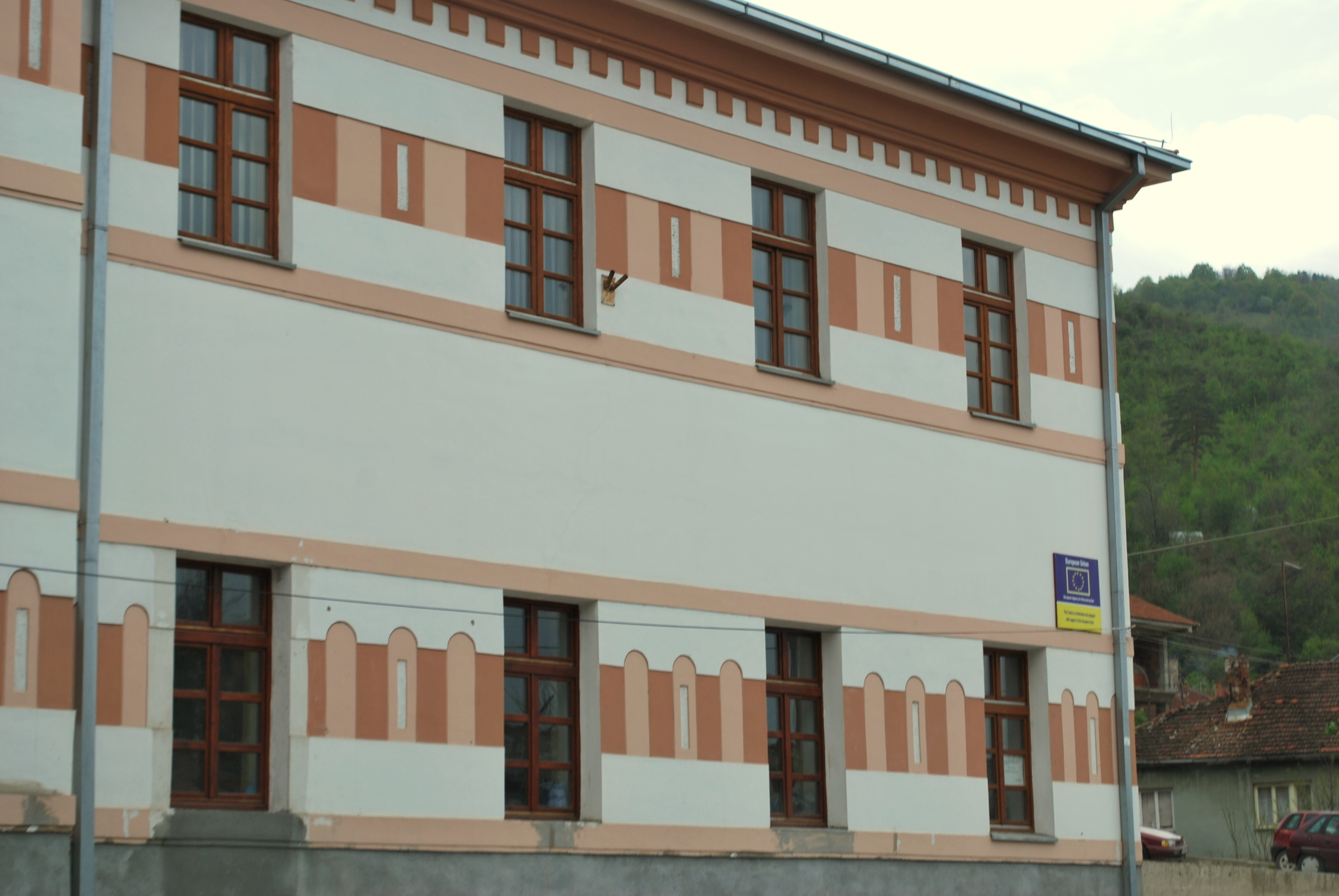
Міський музей
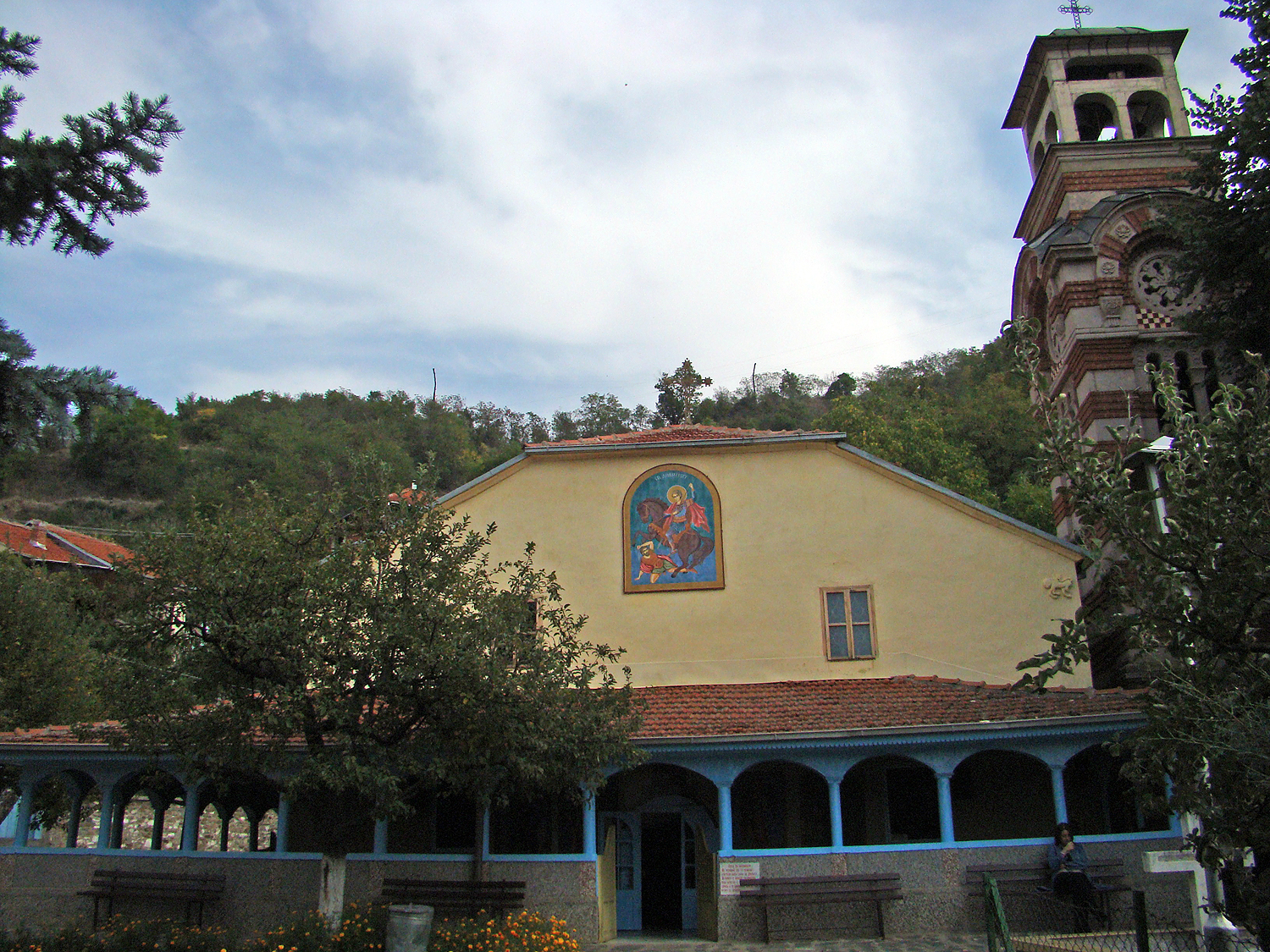
Церква Святого Дмитрія